# Lilltjärnen (Råneå socken, Norrbotten, 734978-176730)
Lilltjärnen är en sjö i Bodens kommun i Norrbotten och ingår i Råneälvens huvudavrinningsområde.